# Heinrich Mussinghoff
Heinrich Mussinghoff (Osterwick, 29 ottobre 1940) è un vescovo cattolico tedesco, dall'8 dicembre 2015 vescovo emerito di Aquisgrana.

## Biografia
Studia filosofia e teologia all'università di Münster e di Friburgo. Viene ordinato sacerdote il 29 giugno 1968 a Münster dal vescovo Joseph Höffner. Cappellano ad Herten, diventa poi segretario del vescovo Heinrich Tenhumberg.
Il 12 dicembre 1994 papa Giovanni Paolo II lo nomina vescovo di Aquisgrana. Riceve la consacrazione episcopale nella cattedrale imperiale l'11 febbraio 1995 per l'imposizione delle mani del cardinale Joachim Meisner.
L'8 dicembre 2015 papa Francesco accoglie la sua rinuncia al governo pastorale della diocesi di Aquisgrana per raggiunti limiti di età.

## Genealogia episcopale e successione apostolica
La genealogia episcopale è:
- Cardinale Scipione Rebiba
- Cardinale Giulio Antonio Santori
- Cardinale Girolamo Bernerio, O.P.
- Arcivescovo Galeazzo Sanvitale
- Cardinale Ludovico Ludovisi
- Cardinale Luigi Caetani
- Cardinale Ulderico Carpegna
- Cardinale Paluzzo Paluzzi Altieri degli Albertoni
- Papa Benedetto XIII
- Papa Benedetto XIV
- Papa Clemente XIII
- Cardinale Bernardino Giraud
- Cardinale Alessandro Mattei
- Cardinale Pietro Francesco Galleffi
- Cardinale Giacomo Filippo Fransoni
- Cardinale Antonio Saverio De Luca
- Arcivescovo Gregor Leonhard Andreas von Scherr, O.S.B.
- Arcivescovo Friedrich von Schreiber
- Arcivescovo Franz Joseph von Stein
- Arcivescovo Joseph von Schork
- Vescovo Ferdinand von Schlör
- Arcivescovo Johann Jakob von Hauck
- Arcivescovo Joseph Otto Kolb
- Cardinale Julius August Döpfner
- Cardinale Alfred Bengsch
- Vescovo Hugo Aufderbeck
- Cardinale Joachim Meisner
- Vescovo Heinrich Mussinghoff

La successione apostolica è:
- Vescovo Karl Borsch (2004)
- Vescovo Johannes Bündgens (2006)